# Broussy-le-Grand
Broussy-le-Grand ist eine französische Gemeinde mit 312 Einwohnern (Stand 1. Januar 2022) im Département Marne in der Region Grand Est (vor 2016 Champagne-Ardenne). Sie gehört zum Kanton Vertus-Plaine Champenoise und zum Arrondissement Épernay. Die Einwohner werden Broussyats genannt.

## Lage
Broussy-le-Grand liegt etwa 55 Kilometer südsüdwestlich von Reims. Umgeben wird Broussy-le-Grand von den Nachbargemeinden Coizard-Joches im Norden, Bannes im Osten, Connantre im Süden, Allemant im Südosten, Broussy-le-Petit im Westen sowie Courjeonnet im Nordwesten.

## Bevölkerungsentwicklung
| Jahr                       | 1962 | 1968 | 1975 | 1982 | 1990 | 1999 | 2006 | 2011 | 2018 |
| -------------------------- | ---- | ---- | ---- | ---- | ---- | ---- | ---- | ---- | ---- |
| Einwohner                  | 273  | 260  | 225  | 248  | 258  | 257  | 290  | 311  | 311  |
| Quellen: Cassini und INSEE |      |      |      |      |      |      |      |      |      |

## Sehenswürdigkeiten

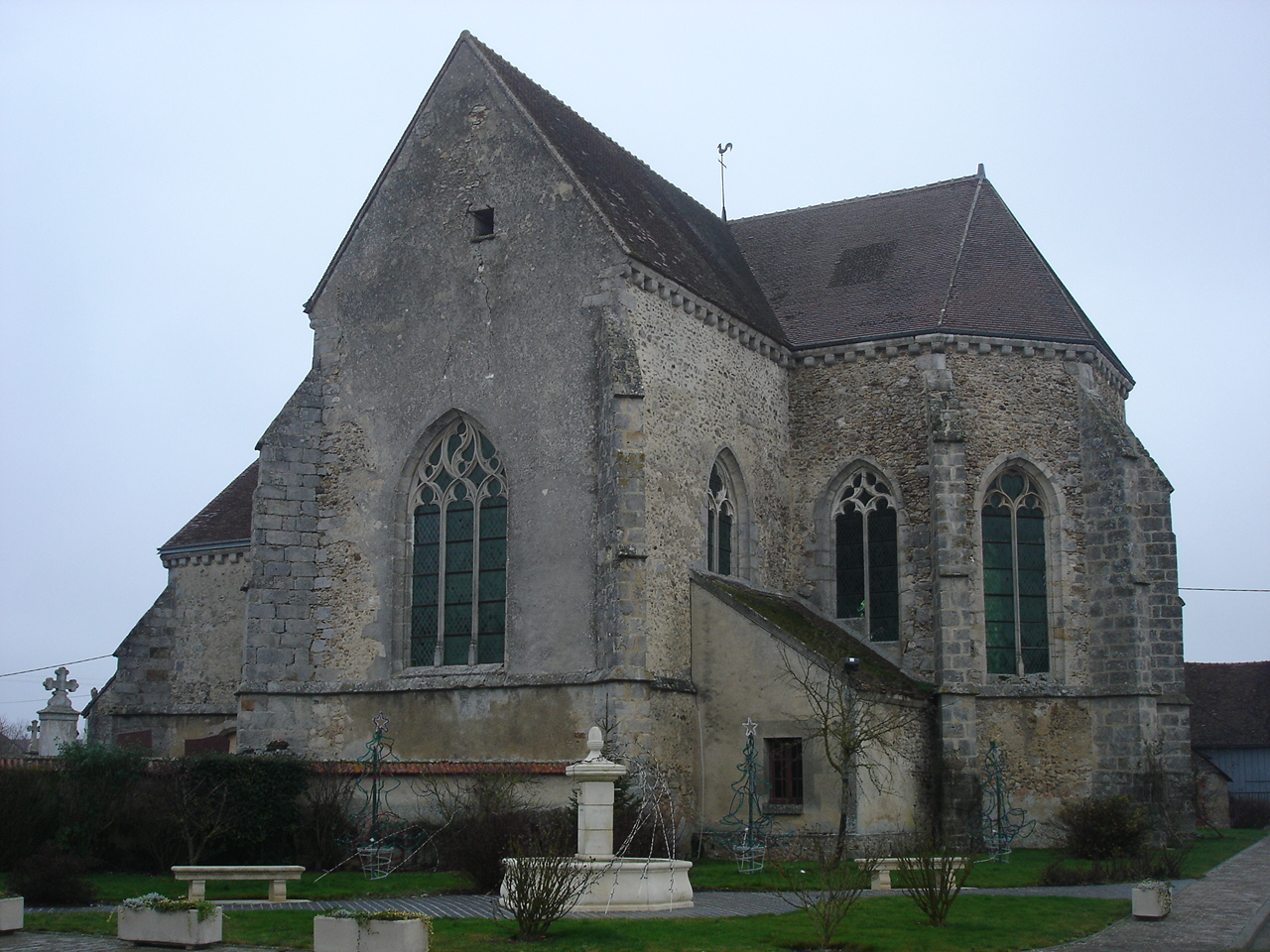
Kirche Saint-Apollinaire

- Kirche Saint-Apollinaire aus dem 11. Jahrhundert, seit 1919 Monument historique